# 上巴洪遗址
上巴洪遗址，位于中国青海省互助县五十乡三庄村，为青海省市县级文物保护单位，公布日期为1983年10月12日，类型为古遗址。
上巴洪遗址的历史年代为青铜时代、唐汪式。